# Laura Bridgman

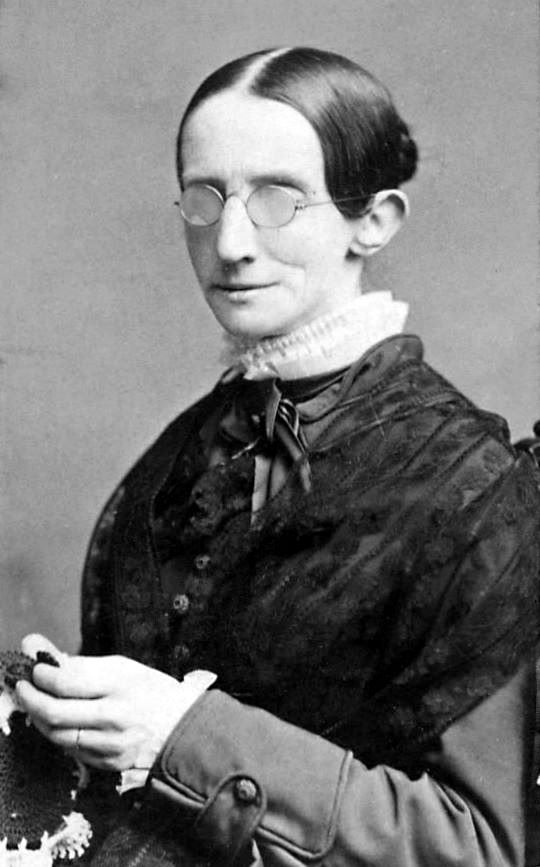
Laura Bridgman w 1879 r.

Laura Dewey Bridgman (ur. 21 grudnia 1829 w Hanowerze, w stanie New Hampshire, zm. 24 maja 1889 roku w Watertown koło Bostonu, Massachusetts) – pierwsza osoba głuchoniewidoma, która opanowała język.

## Życiorys
Laura Bridgman w wieku dwóch lat zachorowała na szkarlatynę, w wyniku której straciła wzrok, słuch, poczucie węchu i smaku. Wprawdzie rozwinęła własny język gestów, ale nie wystarczał on do porozumiewania się z otoczeniem, co niekiedy doprowadzało ją do ataków furii.
W 1837 roku Samuel Gridley Howe, dyrektor Instytutu Perkinsa - Szkoły dla Dzieci Niewidomych w Watertown koło Bostonu, przekonał rodziców Laury, by oddali ją do jego zakładu. Dziewczynka znalazła się tam kilka tygodni przed swymi ósmymi urodzinami. Howe, zamiast rozwijać język gestów Laury, zaczął uczyć ją języka angielskiego opracowaną przez siebie metodą, używając alfabetu Lorma. Znane dziewczynce przedmioty, jak widelce i klucze, zaopatrzył w etykietki, na których wypisano wypukłymi literami ich nazwy. Gdy Laura opanowała je na pamięć, dawał jej tylko etykietki, a jej zadaniem było dopasować je do przedmiotów. Następnie ciął etykietki na poszczególne litery. Z liter układał słowa, Laura je odczytywała, a potem sama próbowała złożyć słowa z rozrzuconych przez Howe'a liter. Laura była bardzo inteligentna, szybko więc pojęła, że przedmioty mają nazwy. Zażądała, by nauczyć ją nazw wszystkiego, z czym się stykała. W ten sposób opanowała język. Wtedy zaczęła uczęszczać na zajęcia, na których uczono ją czytania, pisania, a także geografii, arytmetyki, historii, gramatyki, algebry, geometrii, fizjologii, filozofii i historii. 
Dr Samuel Howe był pierwszym, któremu udało się nauczyć języka osobę głucho-niewidomą. Ten sukces sprawił, że oboje stali się sławni. W 1842 roku  Charles Dickens odwiedził Instytut Perkinsa. Spotkanie z Laurą opisał szczegółowo w Notatkach z podróży do Ameryki. Nie szczędził zdolnej dziewczynce zachwytów i pochwał, co przysporzyło jej jeszcze większej popularności na całym świecie. 
Laura zakończyła naukę w wieku dwudziestu lat i wróciła na rodzinną farmę. Ale czuła się tam osamotniona i niepotrzebna. Straciła apetyt, podupadła na zdrowiu. Staraniem Howe'a i Dorothei Dix wróciła do Instytutu Perkinsa, gdzie pozostała już do końca życia. Wykonywała robótki ręczne, czytała Biblię, prowadziła korespondencję, czasem podróżowała. Zmarła po krótkiej chorobie w wieku 59 lat.